# Moustache
A Moustache (magyarul: Bajusz) egy dal, amely Franciaországot képviselte a 2014-es Eurovíziós Dalfesztiválon, Koppenhágában. A dalt a francia Twin Twin együttes adta elő többnyire francia nyelven.
A dal a 2014. március 2-án rendezett háromfős francia nemzeti döntőn, nyerte el az indulás jogát, ahol a nézői és a szakmai zsűri szavazatai alakították ki a végeredményt.
A dalt Koppenhágában a május 10-én rendezett döntőben fellépési sorrendben tizennegyedikként adták elő a svéd Sanna Nielsen Undo című dala után, és az orosz Tolmachevy Sisters Shine című dala előtt. A produkció az utolsó helyen végzett mindössze 2 ponttal.

## Slágerlisták
| Slágerlisták (2014)                   | Legjobb helyezés |
| ------------------------------------- | ---------------- |
| Ausztria (Ö3 Austria Top 40)          | 60               |
| Franciaország (Single Top 100)        | 115              |
| Németország (Media Control Charts)    | 89               |
| Írország (IRMA)                       | 79               |
| Svédország (Sverigetopplistan)        | 53               |
| Egyesült Királyság (UK Singles Chart) | 89               |

## Külső hivatkozások
- Dalszöveg
- A Moustache című dal előadása a francia nemzeti döntőben
- A Moustache című dal dalszöveges videóklipje
- A Moustache című dal videóklipje
- A dal első próbája koppenhágai arénában
- A dal második próbája koppenhágai arénában